# Watch Out (2 Chainz)
Watch Out è un singolo del rapper statunitense 2 Chainz, pubblicato nel 2015 ed estratto dal mixtape Trap-a-Velli Tre.

## Video musicale
Il video musicale della canzone è stato diretto da Motion Family, un trio composto da David Ka, Diwang Valdez e Sebastian Urrea. Nell'ambito degli MTV Video Music Awards 2016 ha ricevuto una candidatura nella categoria "Best Hip-Hop Video". Il video ha ricevuto la candidatura nella stessa categoria anche agli BET Hip Hop Awards 2016.

## Tracce
1. Watch Out – 3:27